# دايفيد رودريغوس
دايفيد رودريغوس (بالبرتغالية: David Rodrigues‏) (و. 1991  م) هو راكب دراجة هوائية برتغالي، ولد في غوآردا.

## سجل الفوز

### سباقات أو مراحل فاز بها
| التاريخ       | السباق                            | المركز                                                                  |
| ------------- | --------------------------------- | ----------------------------------------------------------------------- |
| 04 أبريل 2015 | جائزة ميغيل إندوراين 2015         | المرتبة 18 في التصنيف العام                                             |
| 02 مايو 2016  | فولتا أستورياس 2016               | التاسع في التصنيف العام                                                 |
| 12 أغسطس 2018 | فولتا البرتغال 2018               | الثالث في تصنيف الجبال                                                  |
| 14 أبريل 2019 | 2019 GP Beiras e Serra da Estrela | العاشر في تصنيف الجبال، السادس في التصنيف العام                         |
| 05 مايو 2019  | فولتا أستورياس 2019               | العاشر في تصنيف الجبال، العاشر في تصنيف النقاط، السادس في التصنيف العام |
| 11 أغسطس 2019 | فولتا البرتغال 2019               | السابع في التصنيف العام                                                 |

## روابط خارجية
- دايفيد رودريغوس على موقع الاتحاد الدولي للدراجات (الإنجليزية)
- دايفيد رودريغوس على موقع إحصائيات الدراجات الإحترافية (الإنجليزية)
- دايفيد رودريغوس على موقع نسبة الدراجات (الإنجليزية)